# Frederick County, Virginia
Frederick County är ett administrativt område i delstaten Virginia, USA, med 78 305 invånare. Den administrativa huvudorten Winchester hör inte administrativt till själva countyt utan utgör en självständig enhet (independent city).

## Geografi
Enligt United States Census Bureau har countyt en total area på 1 076 km². 1 074 km² av den arean är land och 3 km² är vatten.    

### Angränsande countyn
- Clarke County - öst
- Warren County - syd
- Shenandoah County - sydväst
- Hardy County, West Virginia - sydväst
- Hampshire County, West Virginia - väst
- Morgan County, West Virginia - nord
- Berkeley County, West Virginia - nordost